# 约翰·泰勒
约翰·泰勒（英語：John Tyler，1790年3月29日—1862年1月18日）是第十任美国总统和副总统。1840年与辉格党总统候选人威廉·亨利·哈里森搭档赢得大选，1841年就任副总统；哈里森入主白宫仅一个月就在同年四月病逝，泰勒继任直到1845年任期结束。泰勒坚决支持并提倡州权，对奴隶制问题也不例外；在他担任总统期间，只愿在不侵犯州权的前提下推动国家权力政策。但因泰勒意外登上总统宝座对亨利·克莱等政治家的总统抱负构成威胁，他同两大政党逐渐形同陌路。
泰勒家族是弗吉尼亚名门，与同期美国南部大部分望族一样是奴隶主，泰勒在政坛动荡之际成为全国名流。1820年代，作为美国舒适时代唯一主要政党的民主共和黨随派系分裂，此后他起初是民主党人，但在拒行联邦法规危机时反对安德鲁·杰克逊，认为杰克逊的行为侵犯州权，谴责总统在银行战争期间扩大行政权力，进而抛弃民主党，投向辉格党怀抱，先后担任弗吉尼亚州议员、州长、联邦众议员与联邦参议员。为吸引主张州权的南方选民，辉格党安排泰勒与哈里森搭档并成功战胜竞选连任的马丁·范布伦。
然而，哈里森总统上任仅一个月就病逝，泰勒是首位未经选举上台的美国总统；美国史上其他未经选举上台的总统任职时间都不及泰勒。由于当时《美国宪法》语焉不详，因此泰勒抢先行动马上宣誓就职并搬进白宮，接掌全部总统权力，成为后世副总统继位先例并写入美利坚合众国宪法第二十五条修正案。泰勒签署辉格党主导国会通过的部分法案，但他力主从严解读宪法，否决该党创办国民银行、提升关税的法案。泰勒认为政策应由总统而非国会主导，企图绕过肯塔基州联邦参议员克莱为首的辉格党势力。泰勒上台后不久大部分内阁辞职，辉格党人嘲笑他是“碰巧总统”，甚至把他开除出党。泰勒是首位遭国会推翻否决的总统，他在国内政策陷入僵局，但外交领域不无小补，与英国签署《韦伯斯特－阿什伯顿条约》并同清朝签订《望廈條約》。
德克萨斯共和国1836年脱离墨西哥，坚信昭昭天命的泰勒竭力推动该国并入联邦，认为美国经济将由此迎来重大机遇。他一度考虑竞选连任，但辉格党和民主党都无意支持，最后泰勒放弃竞选，并支持同样主张兼并德克萨斯的詹姆斯·诺克斯·波尔克。波尔克胜出后泰勒在离任三天前签署兼并德克萨斯的法案，波尔克上台后落实程序。1861年南北战争爆发，泰勒支持南方的邦联阵营，并在去世前不久赢得該阵营的众议员席位。学者称赞泰勒政治立场坚定，但史学家评比美国总统历史排名时普遍将他排在偏后。与其他总统相比，泰勒在美国文化记忆里形象模糊，记得他的人很少。

## 早年经历和教育
约翰·泰勒1790年3月29日生于弗吉尼亚州蓄奴家族，是弗吉尼亚早期家族后裔，与未来竞选搭档威廉·亨利·哈里森一样来自查尔斯城县。泰勒家族祖上是英格兰移民，可追溯至17世纪殖民地时代的威廉斯堡。父亲老约翰·泰勒又称法官泰勒，是托马斯·杰斐逊的好友兼大学室友，曾与威廉之父本杰明·哈里森五世一起在弗吉尼亚州众议院任职。老泰勒担任州众议院议长四年，还曾出任州法院法官、維珍尼亞州州長、驻里士满美国弗吉尼亚东区联邦地区法院法官。夫人玛丽·马罗·阿米斯特德的父亲是新肯特县显赫种植园主罗伯特·布斯·阿米斯特德，曾任一届弗吉尼亚殖民地议员。玛丽1797年因中風撒手人寰，此时儿子约翰只有七岁。:4–7, 12:30–31
泰勒有两兄弟五姐妹，在占地五平方公里的格林韦种植园长大，庄园由父亲建成，共有六间卧室。奴隶种植小麦、玉米、烟草等各种作物，:10–11:30父亲为孩子的导师支付高额报酬:325–326。泰勒身体虚弱，长大后也一直很瘦而且容易腹泻:48。12岁时他遵循家族传统到威廉與瑪麗學院读预科，1807年在该校大学毕业时只有17岁。泰勒的经济观受亚当·斯密《國富論》影响，一生钟爱威廉·莎士比亚。校长詹姆斯·麦迪逊对泰勒亦师亦父，影响很大。:14–18:31–34:50
泰勒毕业后向担任州法官的父亲学法律，后拜入前美国总检察长埃德蒙·伦道夫门下:20–21:35–36。

## 种植园主和律师
考核法官忘记询问年龄，结果尚未达到年龄下限的泰勒19岁便取得律师从业资格。父亲此时担任弗吉尼亚州长（1808至1811年），小泰勒在州首府里士满开始执业。:20–21:35–36。1810年联邦政府人口普查显示“约翰·泰勒”（估计指州长）在里士满有八名奴隶，亨利科縣可能有五名，查尔斯城县可能有26名。
1813年老泰勒去世，小泰勒买下伍德伯恩种植园住到1821年。他从父亲的遗产中继承13名奴隶，1820年在种植园拥有24名奴隶，但1820年人口普查数据显示只有八名奴隶在种植园务农。

## 政坛崛起

### 步入弗吉尼亚政坛

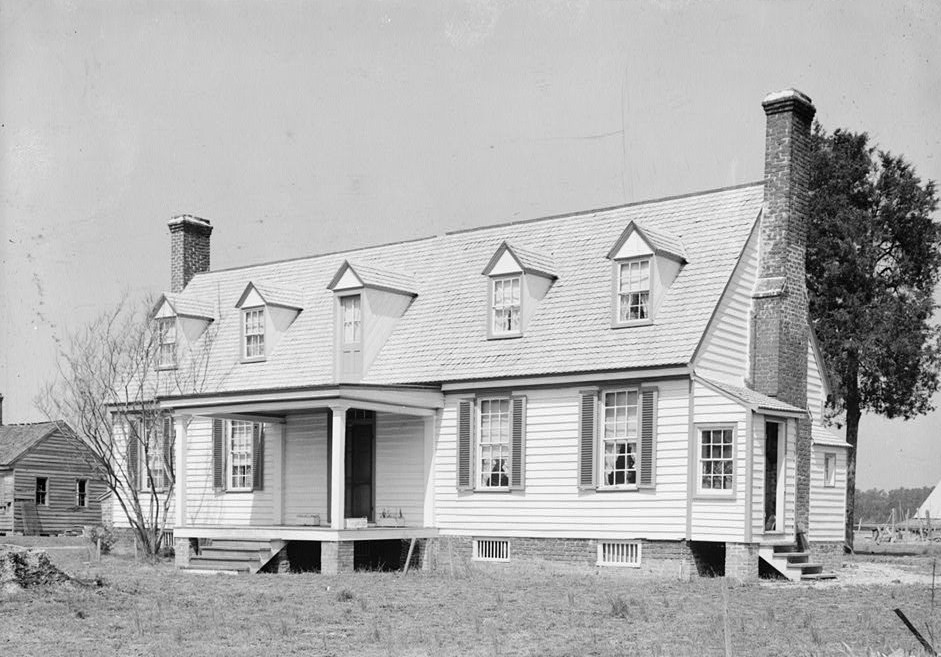
泰勒生于弗吉尼亚州查尔斯城县格林韦种植园

1811年，年仅21岁的泰勒当选州众议院查尔斯城县议员，任期只有一年但四度连任，除第一个任期与科尼利厄斯·埃格蒙共事外，后四个任期该县另一名议员都是本杰明·哈里森。泰勒进入州议会法院与司法委员会，他极力支持州权、反对建立国家银行的政治立场在1811年首个任期结束前便展露无疑。弗吉尼亚州联邦参议员威廉·布兰奇·吉尔斯与理查德·布伦特不顾州议会指示投票支持延长美国第一银行特许，泰勒同州议员本杰明·利要求公开谴责两人:26–30

### 1812年战争
泰勒与同时代大部分美国人一样对英国没有好感，1812年战争爆发时他在州众议院演说呼吁出兵。英军1813年夏攻占弗吉尼亚州汉普顿后，泰勒急切组织查尔斯城步兵民兵连守御里士满并亲自担任上尉带队。英军没有攻打里士满，泰勒两个月后解散民兵连:26–30:35，他因服兵役所获土地位于今爱荷华州苏城附近。
1813年父亲去世，泰勒继承种植园和13名奴隶:61。1816年他从州议会辞职，进入州议会推举、由八名顾问组成的州务委员会:26–30。

### 联邦众议员

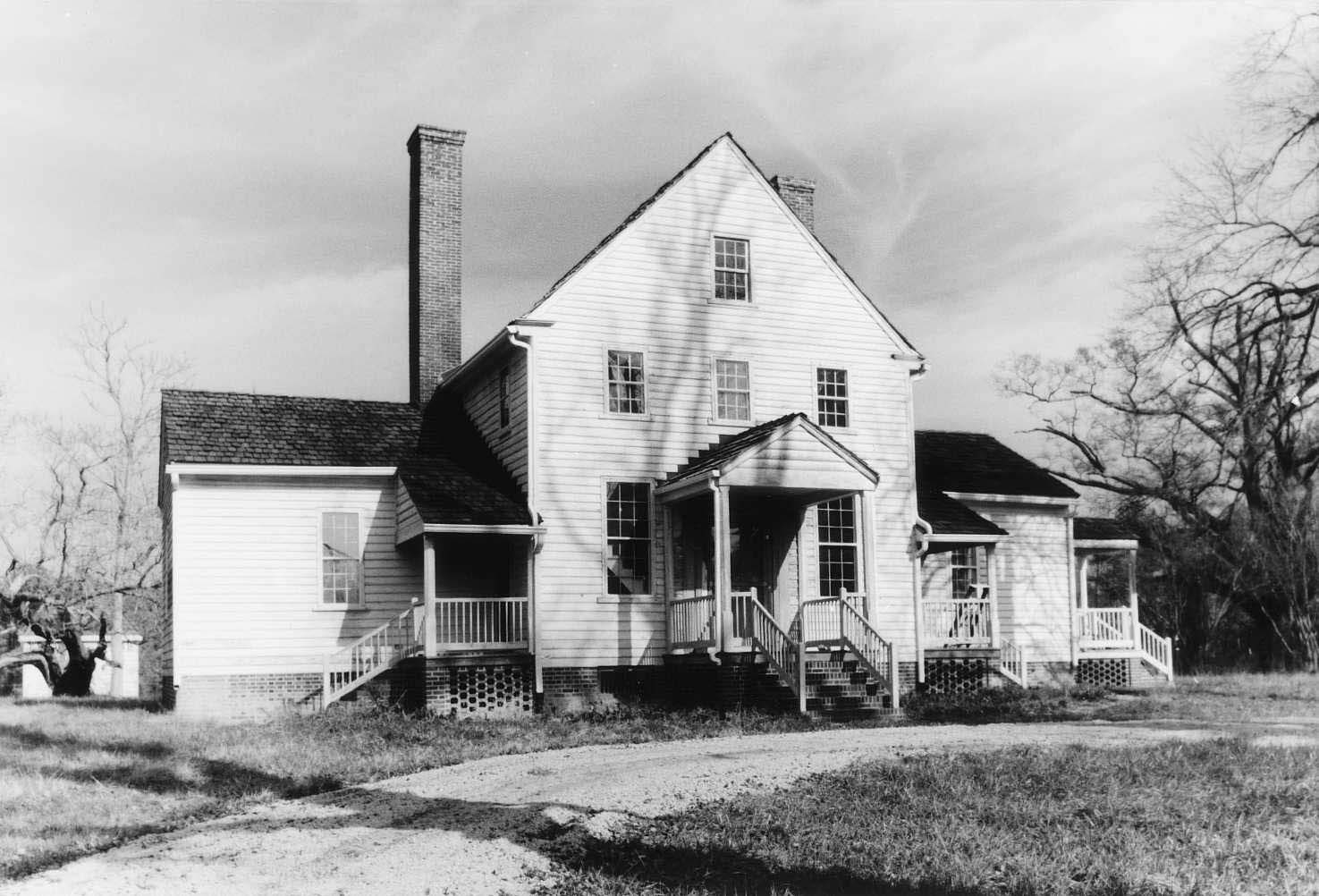
泰勒1813至1821年住在伍德伯恩种植园

弗吉尼亚州第23国会选区联邦众议员约翰·克洛普顿1816年9月去世，泰勒与朋友兼政治盟友安德鲁·史蒂文森都想继任。两人政治立场接近，竞争很大程度上是比人气。:60泰勒靠政坛人脉和竞选以微弱优势胜出，1816年12月17日宣誓后成为第14届美国国会民主共和党议员，这也是善意时代全美唯一的主要政党:31–34。
民主共和党一向倡导州权，但1812年战争促使许多人呼吁增强中央政府职能。大部分国会议员希望联邦政府出手资助港口、道路等境内改进，但泰勒坚持从严解读宪法，无论站在宪法还是个人立场都反对此类提议。在他看来，各州利用地方自筹资金建设必要项目即可，宣称弗吉尼亚州“没差到要靠国会慈善捐款的地步”。:31–34
国会1818年选派泰勒与另外四人组建委员会审计美国第二银行，对银行内部腐败深感震惊，主张撤消银行许可，但国会毫无意向。他在第一次塞米诺尔战争期间首次与安德鲁·杰克逊将军冲突，杰克逊1818年攻入佛罗里达，泰勒认可将军为人，但谴责他处决两名英国臣民之举太过冲动。1819年初泰勒连任，无人反对。:35–40
联邦是否接纳密蘇里州且新州是否允许奴隶制是1819至1821年第16届美国国会面临的主要议题:47–50:37–38。泰勒承认奴隶制弊端重重，希望准许向西扩张，如此东部奴隶和奴隶主西迁，为弗吉尼亚州逐渐废除奴隶制创造土壤，南方州份就会像北方一样随着奴隶越来越罕见自行废除制度:47–50:37–38。泰勒认为国会无权规管奴隶制，根据各州实施奴隶制与否决定联邦是否接纳定然造成分裂:69。《密苏里妥协》在没有泰勒支持的情况下通过，密苏里州和缅因州分别作为蓄奴州和自由州加入联邦，同时禁止北方领地组建的州采用奴隶制。泰勒在国会始终投票反对限制领地奴隶制的法案。:47–50:37–38
泰勒1820年下半年以健康问题为由决定不竞选连任，私下自承工作没有成就感，反对票很大程度上纯属象征，无力影响首都政坛文化。国会议员薪俸很低，难以负担孩子们的教育。泰勒1821年3月3日离开国会，支持昔日对手史蒂文森参选，随后全职投入律师工作。:58–59:39

### 回归州政坛
在家执业非常繁忙而无趣，泰勒强忍两年就于1823年复出竞选州议员。查尔斯县两名议员都无意连任，两个席位只有三人参选，泰勒四月得票最多。:339–340议会12月开幕后讨论即将到来的1824年总统大选。沿用多年的国会提名核心小组渐失民心但尚未退出历史舞台，泰勒建议众议院表态支持核心小组并提名威廉·H·克劳福德为民主共和党候选人。州议会支持克劳福德，但没有采纳泰勒的提议。泰勒第二次进入州议会最大的成就是挽救威廉与玛丽学院免因学生减少倒闭，他人建议该校从威廉斯堡乡村迁至人口更多的州首府里士满，但泰勒建议行政与财政改革。他的建议写入法律且成效显著，1840年该校入学人数达历史新高。:60–62

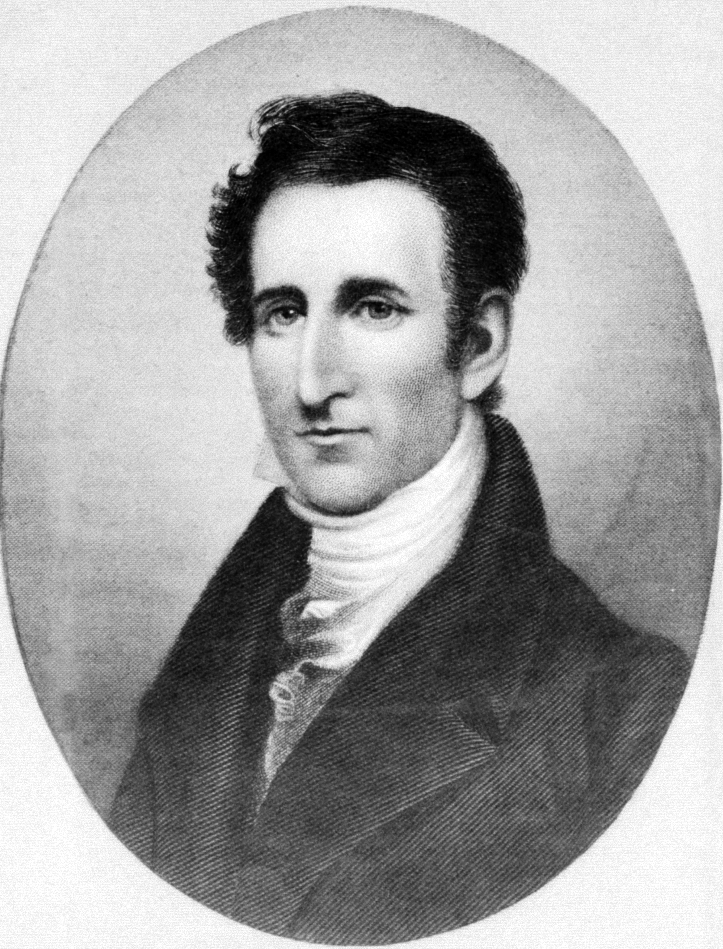
1826年左右的弗吉尼亚州长泰勒版画

泰勒的政治资本逐渐累积，是1824年州议会选派联邦参议员的考虑人选:76。此时弗吉尼亚州长由州议会任命，他在1825年12月入围并以131比81击败约翰·弗洛伊德。根据1776生效至1830年的原版《弗吉尼亚宪法》，州长缺乏实权，对议会法案连否决权都没有。泰勒的演讲机会很多，但无力影响议会。担任州长期间他最引人注目的举动是为1826年7月4日去世的弗吉尼亚同胞、前总统杰斐逊致悼词。泰勒非常崇敬杰斐逊，悼词广受好评。:64–67:39–40
泰勒的州长任期基本上古井无波，他继续倡导州权并极力反对以任何形式集中联邦政府权力。为阻挠联邦基础设施提案，他提议弗吉尼亚州积极扩充州内道路体系。他还建议扩充州内资金不足的公立学校体系，但没有显著成效。:67–69州长任期仅一年，州议会1826年12月一致推举泰勒连任:72。
1829至1830年弗吉尼亚州召开制宪大会，泰勒与里士满居民、美国首席大法官约翰·马歇尔、菲利普·尼古拉斯、约翰·克洛普顿共同代表里士满、威廉斯堡、查尔斯城县、詹姆斯城县、亨利科县、新肯特县、沃里克县、约克县组成的选区，大会领导层指派他进入立法委员会。泰勒一度出任弗吉尼亚殖民协会主席，多年后还当上威廉与玛丽学院校长。

### 联邦参议员
弗吉尼亚州联邦参议员约翰·伦道夫任期将满，州议会1827年1月在推举连任还是另觅人选上举旗不定。伦道夫为人颇具争议，他像大部分州议员一样坚决主张州权，但在联邦参议院以言辞激烈、行为古怪出名，令盟友颇为尴尬，极力反对约翰·昆西·亚当斯总统和肯塔基州联邦参议员亨利·克莱更是树敌众多。民主共和党支持亚当斯和克莱的民族主义者在弗吉尼亚州议会虽非多数，但已占相当比例。他们希望拉拢倡导州权但对参议员声誉不满的议员取代伦道夫。他们找上泰勒，承诺只要后者参选就一定公开支持。泰勒一再谢绝并表态伦道夫才是最佳人选，但政治压力有增无减，最后他表示如果当选就不再拒绝。投票当天有议员提出两名候选人政治立场毫无区别，泰勒不过比伦道夫更讨喜。伦道夫的支持者认为推举泰勒等于默认支持亚当斯政府，议会最后以115比110推举泰勒，他在1827年3月4日参议员任期开始时辞去州长职务。:73–81

#### 特立独行的民主党人
泰勒当选联邦参议员之际，1828年总统大选已拉开帷幕。在任总统亚当斯面临杰克逊将军挑战，民主共和党分裂成国家共和党和民主党，分别支持亚当斯和杰克逊。两人都主张扩大联邦政府权力，泰勒颇为反感，但经过比较逐渐倒向杰克逊，希望将军不要像在任总统那样把大笔联邦资金花在境内改进。对此他表示，倒向杰克逊至少心怀希望，看到亚当斯只会绝望。:83–84:41
第20届美国国会1827年12月开幕，弗吉尼亚州另一名参议员利特尔顿·沃勒·塔泽维尔与泰勒关系友好，两人都主张从严解释宪法，对杰克逊的支持均有保留。泰勒认为基础设施建设属州内事务，应由各州决定，故担任参议员期间竭力反对国家基础设施法案。1828年的保护主义嫌恶关税在他和其他南方议员反对下通过，泰勒宣称新关税唯一的好处是激起全国政治反弹，恢复尊重州权。:86–88他一直强烈支持州权，称各州只需动动嘴就能让联邦政府不复存在，（联邦）宪法彻底烟消云散:698。
泰勒很快就对杰克逊总统反感，批评新总统采用獵官制这样的“拉票武器”。他投票反对总统许多有违宪或报答支持之嫌的提名，但这种反对自家党派总统提名之举难免招来“叛变”恶名。:86–87, 99–106泰勒对杰克逊利用休会任命权指派三名条约专员与奥斯曼帝国会晤尤感愤怒，为此递交法案要求谴责白宫:41。
泰勒认可杰克逊部分举措。总统认为联邦政府资助梅斯维尔公路项目违宪并行使否决权，泰勒站出来为杰克逊辩护:99–100:41。他投票支持总统部分任命，如杰克逊未来竞选搭档马丁·范布伦出任美国驻英国公使:105–106。美国第二银行续约是1832年总统大选的主要议题，杰克逊和泰勒都反对。国会1832年7月通过续约法案，总统以宪法和现实两方面理由否决。泰勒投票维持否决并公开表态支持总统连任，杰克逊赢得大选。:124–125

#### 与党决裂
泰勒与党派关系很不和谐，情况在第22届国会，特别是1832至1833年拒行联邦法规危机爆发后达到顶点。南卡罗来纳州以脱离联邦威胁，1832年11月通过《拒行联邦法条例》，宣布“嫌恶关税”在该州境内无效，引发各州是否有权废止联邦法律的重大宪法问题。杰克逊总统认为各州无权废止，准备签署《强制法》授权联邦政府动用军队强制执行关税。泰勒认同南卡罗来纳州立场，反对总统用军队对付州份，并在1833年2月演说阐述立场。他支持克莱提出并在同年颁布的折衷关税，用十年逐渐降低税率，缓解各州与联邦政府的紧张关系。:112–120
泰勒深知投票反对《强制法》后与州议会支持杰克逊的派系关系再无缓和余地，一直放任他违抗党派意旨的议员也不会再容忍。1833年2月泰勒竞选连任的对手是亲杰克逊派民主党人詹姆斯·麦克道尔，最终泰勒在克莱表态支持下以12票优势胜出。:120–123
杰克逊1833年9月以行政命令解散美国第二银行之举令泰勒非常反感。总统指示财政部长罗杰·B·托尼立即将联邦资金从美国第二银行转至州特许银行，泰勒认为此举“公然夺权”、违约、威胁经济。挣扎数月后，他决定与杰克逊的政敌站到一起。1834年3月，他在参议院财政委员会投票赞成两项谴责总统的决议。:125–128泰勒此时已投入克莱新组建的辉格党怀抱，参议院就在该党控制下。1835年3月3日，辉格党在第23届国会休会数小时前投票把泰勒推为参议院临时议长以示认可。:132他至今仍是唯一当过参议院临时议长的美国总统。
民主党不久占据弗吉尼亚州众议院多数席位，希望泰勒辞职去当法官，后者回绝。泰勒知道州议会接下来会强迫他违背自身宪法立场投票。密苏里州联邦参议员托马斯·哈特·本顿提出取消谴责杰克逊的法案，辉格党控制的州议会可以通过决议明确要求泰勒投赞成票。不听指示有违泰勒的原则，毕竟他的从政生涯就是从“谴责吉尔斯和布伦特反抗（州议会）指示”开始。:138此后几个月他向友人求助，但他们的建议相互冲突。二月中旬泰勒自认参议员生涯已经到头，并在1836年2月29日将辞职信交给副总统范布伦：:134
我要坚持当初投身公众服务事业就抱持的原则直到退休，交出我响应弗吉尼亚人民号召登上的职位，以此向子孙树立榜样，任何高位都不足以牺牲荣誉为代价。

### 1836年总统大选
泰勒想回归私人生活、照顾家庭，但很快就忙于1836年总统大选。早在1835年他就是部分人士眼中的副总统人选，弗吉尼亚州民主党人指示该州联邦参议员附和本顿的取消谴责提案当天，辉格党人提名泰勒竞选副总统。杰克逊选中范布伦传承衣钵，新生的辉格党尚未建立遍及全国的党组织，无法召开全国大会提名单个人选与副总统抗衡。各地辉格党自行提名人选，表明党派联盟非常脆弱：马萨诸塞州辉格党人提名丹尼尔·韦伯斯特与弗朗西斯·格兰杰，北方和边境州的反共济会党支持威廉·亨利·哈里森与格兰杰，中部与深南部倡导州权的派系提名休·劳森·怀特和泰勒。:147–151马里兰州的辉格党候选人是哈里森与泰勒，南卡罗来纳州是威利·颇森·缅甘和泰勒。党派竞选策略是确保范布伦拿不到过半选举人票，由联邦众议院决定选举结果，这样就能达成各种交易。泰勒也希望选民无法直接选出副总统，由参议院根据宪法第十二条修正案拍板，这样只要他的得票数排前二就有希望。:119–121
泰勒遵循当时高级公职候选人不主动竞选的惯例，选举期间一直呆在家里没发表演讲:119–121。1836年11月选举日他只拿到乔治亚州、南卡罗来纳州、田纳西州共47票，落后格兰杰和来自肯塔基州的民主党候选人理查德·门特·约翰逊。哈里森是得票最多的辉格党候选人，但范布伦的选举人票超过半数。:147–151总统人选由选举人票决定，但副总统是参议院拍板，这在美国历史上至今空前绝后，最后约翰逊入选:189。

### 全国政治名人
1829年10月至1830年1月，担任联邦参议员的泰勒卷入州内政治，很不情愿地参加弗吉尼亚大会。初版《弗吉尼亚宪法》赋予趋于保守，东部各县权力特别大，各县无论人口，在州议会的代表数相同，而且有产者才有选举权。西部县份人口更多，更倾向自由派立场，此次大会给予他们扩大影响的机遇。泰勒是支持现有制度的东部奴隶主，但大会辩论期间很少发言，以免得罪任何政治派系。此时他只想专心当参议员，需要广泛的政治支持根基，故在会上演讲倡导妥协和团结。:88–98
1836年大选后，泰勒自认政治生命已经结束，计划回归执业，1837年还从朋友手中买下威廉斯堡大片地产。但他无法下决心远离政坛，出马竞选州众议员并在1838年上任。此时他已是全国政治名人，第三次在州众议院任职期间一度涉足出售公共用地等国家级议题。:152–153
继任泰勒联邦参议员席位的威廉·卡贝尔·里夫斯是民主党保守派，任期在1839年3月截止。里夫斯有同辉格党结盟的迹象，州议会二月考虑新人选。泰勒已同民主党分道扬镳，期望得到辉格党支持。许多辉格党人认为挑选里夫斯在政治上更有利，希望1840年总统大选能同民主党保守派结盟。辉格党领袖克莱支持上述战略，但他此时对泰勒仍然非常钦佩。州议会在泰勒、里夫斯等三名候选人间僵持不下，参议员席位空缺近两年才在1841年1月填补。:157–163

## 1840年总统大选

### 副总统候选人

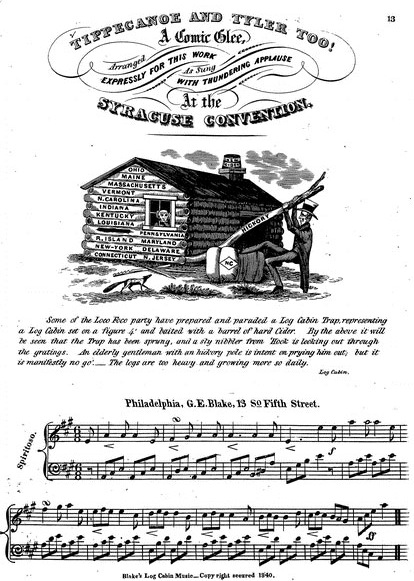
《蒂珀卡努与泰勒都来了》

1839年辉格党全国大会在宾夕法尼亚州哈里斯堡召开，推举总统候选人。自1837年大恐慌爆发，美国已深陷衰退泥潭三年，无力应对局势的范布伦失去民意亲睐。民主党四分五裂，辉格党旗手拿下总统宝座的希望大增，哈里森、克莱、温菲尔德·斯科特将军都在争取提名。泰勒随弗吉尼亚州代表团与会但不是正式代表，代表团仍对参议员选举悬而未决介怀，不愿推动泰勒竞选副总统，后者也没有争取。如果他看好的克莱获总统候选人提名，副总统人选十有八九会选择北方人士确保地域平衡，这样泰勒就不大可能入选。:132–133
大会在三名主要候选人间陷入僵局，弗吉尼亚州代表支持克莱。许多北方辉格党人反对克莱，其中宾夕法尼亚州的撒迪厄斯·史蒂文斯拿到斯科特表态认同废奴的亲笔信。弗吉尼亚州代表阅信后宣布哈里森是他们的第二人选，斯科特大部分支持者于是转投哈里森阵营，后者赢得提名。:132–133
副总统人选此时不受重视，以往还从没有哪位总统当选后没有完成任期，泰勒如何入选尚无定论。历史学家奥利弗·佩里·奇特伍德认为选择泰勒很合理：他是南方奴隶主，能缓解南方人对哈里森可能倾向废奴的担忧；泰勒曾是1836年副总统候选人，有望助力辉格党拿下南方人口最多的弗吉尼亚州。泰勒当上总统并同辉格党决裂后，1839年辉格党提名大会主办、纽约出版商瑟洛·威德声称，“最后选中泰勒是因为我们别无选择”。:26–27政敌宣称泰勒是在克莱失利后哭泣赢得代表好感，堪称“哭进白宫”，但克莱曾在参议员选举支持泰勒的对手里夫斯，“哭泣”之举应该不大可能:192。表决副总统候选人时弗吉尼亚州代表弃权，但泰勒依然拿下多数。政敌在泰勒入主白宫后指责他靠故意隐瞒观点获提名，对此他表示当时根本没人询问。为他立传的罗伯特·西格尔二世认为，选择泰勒主要是因为别无人选：“他与哈里森搭档的作用只有一个：吸引南方选民”。:134–135

### 普选
辉格党没有党纲，领导人担心定党纲会导致党派分裂。辉格党人竞选的主要手段是反对范布伦，指责他和民主党要为经济衰退负责。:27泰勒当年不服州议会指示辞去联邦参议员高位之举写入赞扬他为人正直的竞选素材:350。辉格党起初希望自家候选人避免发言，以免得罪党内人士，但泰勒的民主党对手、副总统约翰逊巡回演说成效显著，辉格党于是安排泰勒从威廉斯堡赶赴俄亥俄州哥伦布并在当地大会演讲，向北方人保证他同意哈里森的观点。泰勒在各地集会巡回演说两个月，许多提问实在无法回避，面对质问他被迫承认支持大部分辉格党人反对的折衷关税，随后只能靠引述哈里森语焉不详的讲话含糊过关。泰勒在哥伦布的演说持续两小时，完全没有谈到当时备受关注的美国银行问题。:137–139
“是什么在我们国家”

“引起巨大骚动和强烈动感”

“是滚滚而过的球”

“告诉我们蒂珀卡努和泰勒都来了”

“有了他们，我们就能打败渺小的范（布伦）”

“范（布伦）已经疲惫不堪”
党派领袖认为必须全力以赴才能战胜范布伦，动员还没有投票权的女人去影响男人，这是美国政治史上首次有政党让女人大范围参与选举活动，弗吉尼亚州妇女纷纷行动起来支持泰勒。辉格党希望回避问题，靠公众热情赢得大选，以火炬游行和酒精装点政治集会:135。竞选引发的公众热忱史无前例，带动大量公共活动。民主党媒体嘲笑哈里森年势已长，只要呆在自家小木屋有苹果酒喝就会放弃竞选；辉格党打蛇随棍上发动小木屋竞选，将小木屋和苹果酒描绘成辉格党的象征，在党派集会提供苹果酒，小木屋标志图案随处可见。苹果酒是许多农民和商人喜好的饮品，辉格党回避总统和副总统候选人出身富裕阶层的事实，宣称哈里森更喜欢“普通人的饮料”。:17–19

1840年大选结果，橙色代表哈里森获胜，蓝色说明范布伦占优，数字代表该州选举人票数

竞选活动凸显哈里森的军旅生涯，选民耳熟能详的竞选口号“蒂珀卡努和泰勒都来了”指总统候选人赢得蒂珀卡努战役。合唱团走遍全美各地表演爱国励志歌曲，民主党编辑都觉得支持辉格党的合唱会铭刻肺腑。歌曲不乏“投票支持泰勒不需要理由”这样的歌词，:17–19路易斯·哈奇的美国副总统历史著作写道：“辉格党人一边呼号歌唱，一边饮用高浓度苹果酒，把‘蒂珀卡努英雄’送入白宫”:193。
又一次竞争总统宝座失败的克莱心中不无苦涩，但对泰勒退出悬而未决的联邦参议员竞选、确保里夫斯当选颇感欣慰，主动在弗吉尼亚州为党派候选人摇旗呐喊:135。泰勒预测辉格党会轻取弗吉尼亚州，结果却尤如当头一棒，令他颇为难堪:141，所幸辉格党赢得选举挽回颜面。哈里森与泰勒以234张选举人票和53%的普选票轻取对手；范布伦与约翰逊在全部26个州里只拿下7个州共60张选举人票。辉格党可谓大获全胜，在国会两院均占多数席位。:29–30

## 副总统（1841年）
大选结束后泰勒留在威廉斯堡的家里保持低调，私下表示希望哈里森行为果断，不会容忍内阁出现阴谋诡计，特别是执政初期:34。他没有参加内阁挑选，也没有为辉格党新政府的联邦公职推荐人选。哈里森对谋求官职者和参议员克莱的各种要求颇感厌烦，两次致信泰勒就是否保留范布伦任命人选等问题征求建议。泰勒两次都建议保留，总统接受建议。:143两人1841年2月在里士满短暂会晤并一起检阅游行:34，但没有谈论政事:144。

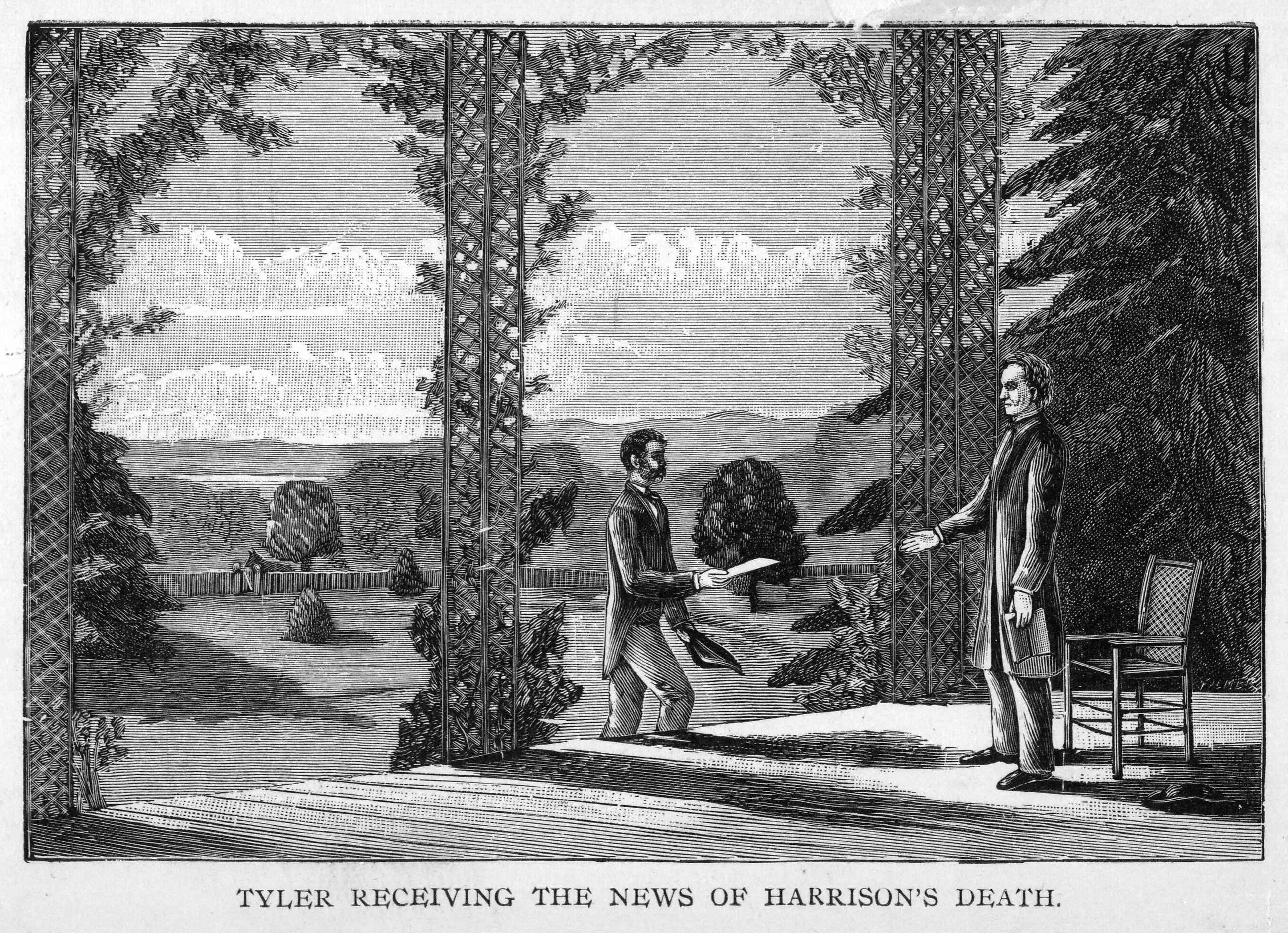
描绘国务院书记长弗莱彻·韦伯斯特把哈里森总统死讯通知泰勒的1888年画作

1841年3月4日，泰勒在参议院议会厅宣誓就职，三分钟演讲以州权为核心，在新参议员宣誓后参加总统就职典礼。当天哥伦比亚特区滴水成冰，哈里森向大批群众持续演说两小时，泰勒随后返回参议院收取新总统内阁人选名单，次日以参议院议长身份主持确认议程，一共只用两小时就完成确认。泰勒知道副总统基本上没事可干，悄无声息地离开首都回到威廉斯堡。:200–202:144–145西格尔指出：“如果威廉·亨利·哈里森活下来，约翰·泰勒无疑会同美国历史上其他副总统一样默默无闻”:144。
哈里森上任后忙于应付克莱的各种要求，还有想在新政府谋得一官半职之辈和行政部门的各色势力。他的年纪和身体状况恶化早在竞选期间就人所共知，每个政治家都想到总统继任问题。哈里森上任仅两周身体状况就急转直下，三月下旬淋雨后患上肺炎和胸膜炎。:201–202:142–1474月1日国务聊韦伯斯特告知泰勒总统病重，两天后里士满律师詹姆斯·里昂来信表示哈里森病情恶化，“哪怕明天得知哈里森将军不在了，我也不会感到意外”:8。泰勒决定不马上动身赶赴首都，以免有预测总统死亡之嫌。4月5日拂晓，韦伯斯特之子、国务院书记长弗莱彻赶到泰勒的种植园，正式告知总统刚刚逝世。:8

## 总统任期（1841至1845年）
美国此前从未发生总统在任上去世，哈里森之死令总统继任规定模糊的问题凸显。当时的任内总统继任规则源自《美国宪法》第二条第一款第六节（1967年由第二十五条修正案取代）：
如遇总统被免职、死亡、辞职或丧失履行总统权力和责任的能力时，总统职务应移交副总统。
宪法规定语焉不详，没有说明到底副总统泰勒到底是继任总统，还是行使总统权责但职位不变:202–203。内阁在哈里森逝世不到一小时会晤，从后世文献来看会议决定泰勒担任“副总统代理总统”:447。然而，泰勒坚决主张宪法赋予他充分且无条件的继任权并马上宣誓就任总统，为总统逝世后的权力有序移交立下重要先例。联邦法官威廉·克兰奇在泰勒的酒店房间主持总统宣誓就职仪式，后者认为此前就职副总统时已经宣誓，但为平息任何对他入主白宫的质疑还是重新宣誓:202–203。泰勒上任时51岁，刷新最年轻美国总统纪录，但1845年就由从他手中继任的詹姆斯·诺克斯·波尔克以49岁打破。
“为免疏远哈里森的支持者，泰勒决定保留哈里森全体内阁，哪怕其中好几人公开敌对，对他继任深感不满”。韦伯斯特在新总统首次内阁会议时表示，哈里森此前是以多数票走向制定政策。考虑到哈里森很少召开内阁会议，而且至少一次明确表示手中权力在内阁之上，国务卿的话很可能不尽不实。内阁满以为新总统也会如此，但大吃一惊的泰勒马上表示：
先生们，请原谅；我非常高兴内阁拥有这么能干的政治家，对此各位已经证明。我将非常乐于听取各位的忠告和建议，但决不可能同意由他人来指示我如何行事。身为总统，我会对政府负责。希望你们在执行政府指令时衷心合作，只要各位能够接受，我们就能通力合作，否则我会接受大家的辞呈。:270:149
4月9日泰勒在国会发表就职演讲，重申对杰斐逊民主和限制联邦权力的信仰。国会反对派议员起初不接受泰勒上位，约翰·昆西·亚当斯就认为泰勒应该以“代总统”名义行看守政府职责，或名义上仍是副总统。:203–207克莱也质疑新总统的权威，他本想成为哈里森政府背后的实权派，对泰勒政府也有如此打算。他仍视泰勒为副总统，继任总统实际上不过“攝政”。:142, 151
国会按惯例向新总统致意，表示正在开会，可以接收信息。两院都有议员提出修正案，要求把“总统”改成“副总统”等辞汇指代泰勒，但均未通过。密西西比州参议员罗伯特·J·沃克反对上述修正案的发言称，还把泰勒视为副总统、有权主持参议院运作的想法实在荒谬。:451–453
政敌始终没有完全接受泰勒继任总统，为他起“碰巧总统”等各种嘲讽绰号。泰勒始终坚信总统地位合法，政敌寄往白宫的信函如以“副总统”或“代总统”抬头就会原封不动地退回:10。

### 经济政策、与党决裂
外界普遍认为哈里森会恪守辉格党政策，服从以克莱为首的政党国会领袖。泰勒上任之初赞同辉格党控制的新国会，签署优先购买权法赋予定居公共土地者“占屋主权”，还签署分配法、新破产法并废除独立国库制。但面临重大银行业问题时，泰勒马上与辉格党国会议员发生分歧，两次否决克莱的国家银行法。第二份国家银行法是为满足总统首次否决的意见而提，但国会通过时内容大变，故泰勒再度否决。国会此举后以弗吉尼亚州辉格党联邦众议员约翰·博茨所称“斩首泰勒队长”为人所知，旨在确保克莱1844年争夺辉格党总统候选人提名时在任总统不构成威胁。泰勒提出人称“英国财政部”的替代财政计划，但控制国会的克莱派系全不理会。:217–251
总统第二次否决银行法后，内阁官员于1841年9月11日一个接一个地走进泰勒的办公室辞职，克莱企图以此迫使泰勒主动下台，以便他把副手、参议院临时议长塞缪尔·L·索瑟德送入白宫。只有韦伯斯特尚未辞职，留下为1842年《韦伯斯特－阿什伯顿条约》铺路并证明他与克莱相互独立。据称泰勒听到韦伯斯特表示愿意留下时言道：“把手给我，我现在跟你说，亨利·克莱注定要失败。”:699。泰勒没有辞职或屈服，结果国会辉格党议会9月13日将他开除出党。辉格党报纸猛烈抨击总统，威胁暗杀的信件雪花般飘向宾夕法尼亚大道1600号，:249–251辉格党议员甚至拒绝拨款维护年久失修的白宫:699。

#### 关税与分配
联邦政府1841年中期面临的预算赤字已达1100万美元。泰勒深知需要提高关税，但又不想超出1833年折衷关税定下的两成税率。他支持在各州债务持续增长时把公共土地销售收入分配各州应急，哪怕会减少联邦收入。辉格党支持保护关税并由国家资助各州基础设施建设，双方观点颇多重叠，足以达成妥协。1841年分配法制定分配计划并将关税上限定在两成，另立法案把以往的低关税商品税率提升至两成。上述措施效力有限，1842年3月联邦政府陷入财政困境已成定局。

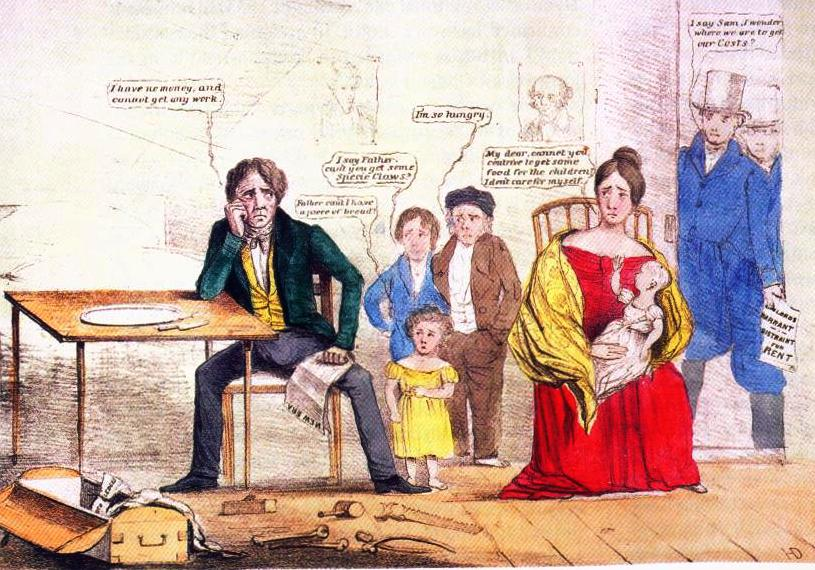
描绘失业家庭的辉格党漫画，墙上有杰克逊与范布伦画像

1837年大恐慌引发的经济危机到1842年已进入第六个年头，各种问题逐渐涌现。1836至1839年投机泡沫破裂，金融机构轰然倒塌，经济萧条接踵而至。国家在如何应对危机上出现重大分歧。19世纪30年代初，国会在经济走势良好之际承诺降低南方州份深恶痛绝的联邦关税，1842年初承诺期限将至，经济局势进一步恶化。高关税能保护北方各州刚起步的工业，但南方州没有工业基础，全靠开放市场向英国卖棉花安身立命。泰勒虽不情愿，但不得不建议国会放弃1833年折衷关税限制，把税率提升到超过两成。根据原有协议，此举将中止分配计划，收入均归联邦政府所有。:293–297:166–167
一心与总统对着干的辉格党国会不愿影响各州资金分配来提高关税，于1842年6月通过法案分别提升关税且无条件延长分配计划时限。泰勒认为在必须提升关税应对联邦收入不足之际却继续向各州分配资金实属不智，否决两道法案，与辉格党再无缓和余地。:297–300:167国会把两道法案合并再度通过，总统仍然否决，国会议员虽然不满，但无法达到推翻否决所需绝对多数。收入问题必须通过措施缓解，众议院筹款委员会主席米勒德·菲尔莫尔为首的辉格党议员以一票优势在两院通过法案，把关税恢复到1832年水平并中止分配计划。8月30日泰勒签署1842年关税，将国会企图恢复分配计划的法案口袋否決。:103–108

#### 弹劾
泰勒否决合并关税法案后，辉格党议员启动众议院史上首次弹劾总统程序。国会对泰勒的反感源自否决权，辉格党死敌安德鲁·杰克逊入主白宫前，总统很少否决法案，就算有也都是出于合宪考量。此前美国政治的传统一直是国会制定政策，泰勒的做法完全背道而驰。反对泰勒的联邦众议员约翰·博茨1842年7月10日递交弹劾决议，对总统提出多项指控，要求组建九人委员会调查，希望议会提出正式弹劾建议。克莱认为此举为时过早，太过激进，主张以更和缓的手段推动弹劾，令泰勒“避无可避”。博茨的决议搁置到次年一月，再以83票赞成、127票反对未通过。:303:169
约翰·昆西·亚当斯积极主张废除奴隶制，对泰勒这样的奴隶主非常反感，带领众议院特别委员会谴责总统动用否决权，抨击泰勒的人格。委员会报告没有正式建议弹劾，但明确表示可能需要弹劾，众议院1842年8月表态支持委员会报告。亚当斯递交宪法修正案，要求把两院均以三分之二多数通过才能推翻总统否决改成简单多数，但两院均未通过修正案。:300–301:167–1681842年选举后辉格党失去众议院控制权，仅保留参议院多数席位，故在接下来的第28届国会无法再启动弹劾程序。1845年3月3日是泰勒担任总统的最后一天，国会推翻总统针对缉私船局小法案的否决，这是美国历史上国会首次推翻总统否决。:283

### 行政机构与内阁
总统与辉格党国会议员争斗不息，参议院多次否决泰勒提名的内阁官员。民主党议员同样态度冷淡，国会两大政党支持总统的都在少数，许多提名人选明明合乎资格同样被拒。此前参议院从未否决总统的内阁提名，詹姆斯·麦迪逊1809年提名艾伯特·加勒廷出任国务卿后因参议院反对撤回，不属议会否决。泰勒提名的内阁人选有四人被拒，分别是凯莱布·顾盛（财政部长）、大卫·亨肖（海军部长）、詹姆斯·麦迪逊·波特（战争部长）、詹姆斯·斯普洛特·格林（财政部长），数量纪录保持至今。亨肖与波特遭参议院否决前以休会任命方式上任。泰勒反复提名顾盛，参议院在1843年3月3日（第27届国会最后一天）三度否决。泰勒离开白宫后，参议院直到1868年才又一次否决总统内阁提名，否决人选是提名总检察长的亨利·斯坦伯里。

### 外交与军事
泰勒在国内政策难有寸进，但失之东隅，收之桑榆，在外交领域颇有建树。他长期主张向太平洋扩张和自由貿易，对激发民族命运主题、传播自由支持此类政策充满热忱。泰勒的立场与杰克逊早期在太平洋地区推动美国商业基本一致:41–43，为同英国竞争国际市场，他派律师顾盛到中国商讨《望廈條約》:330–332:210–211；同年又派亨利·惠顿任驻柏林公使并与管理关税的《德意志關稅同盟》商谈和签署贸易协定，但辉格党拒绝批准协定，主要原因只是表达与泰勒政府为敌的立场:332–334:211。1842年总统向国会呼吁对夏威夷施行门罗主义政策（人称“泰勒主义”），要求英国不得干涉夏威夷，开始推动夏威夷未来并入美国:332–334:211。
韦伯斯特1842年与英国就缅因州和加拿大边界争端谈判《韦伯斯特－阿什伯顿条约》，解决两国数十年来关系紧张并多次在战争边缘徘徊的根本问题。条约改善英美外交关系:305–316:212，但俄勒冈州与加拿大的边境问题未能在泰勒任内签订条约解决:335–336:213。1845年3月3日，佛罗里达州在泰勒担任总统的最后一天加入联邦，是美国第27个州。
泰勒主张增强军事实力赢得海军将领认可，军舰显著增多。1842年泰勒结束漫长而血腥的第二次塞米诺尔战争，表示对强迫美洲原住民文化同化很感兴趣。:330他还主张在爱荷华州康瑟尔布拉夫斯至太平洋海岸建设连串美国要塞。
1842年5月，罗德岛州的多尔暴动达到高潮，州长和州议会要求总统派联邦军队镇压。罗德岛州采用的宪法自1663制定以来一直没变，托马斯·威尔逊·多尔为首的叛乱分子取得武装，要求制定新的州宪法。泰勒呼吁双方冷静，建议州长确保州内大部分男子有权投票，承诺如果的确发生暴动，联邦政府会以武力帮助正规或宪章政府。他明确表示联邦政府只会在事发后平息暴动，如果没有发生暴力行径就不会出手。听取密探汇报后，泰勒认定“无法无天的集结”已经散去，相信无需联邦军队介入就能协调和解。州民兵出动后叛乱分子四散而逃，但事后罗德岛州的确扩大选举权覆盖面。:326–330

### 司法任命
联邦最高法院在泰勒任内两度出缺，大法官史密斯·汤普森与亨利·鲍德温分别在1843和1844年逝世。泰勒与辉格党控制的参议院关系紧张，提名的约翰·坎菲尔德·斯潘塞、鲁本·沃沃斯、爱德华·金、约翰·里德都被否决，其中沃沃斯否决三次，金两次。参议院此举的重要原因是想让最高法院空缺持续到泰勒下台，克莱赢得1844年大选后再提名人选。泰勒共有四名大法官人选遭参议院否决，比其他美国总统都多。
1845年2月，将在一个月内离任的泰勒提名萨缪尔·内尔森接手汤普森大法官席位。内尔森是以谨慎且毫无争议闻名的民主党法学家，但参议院确认提名仍然出人意料。鲍德温的席位一直空缺到波尔克提名罗伯特·格里尔，参议院1846年确认。
除内尔森外，泰勒任命的还有六名联邦地区法院法官。

### 兼并德克萨斯
泰勒当上总统后很快就把兼并德克萨斯共和国纳入日程，该国在1836年得克萨斯革命后从墨西哥宣告独立，只是墨西哥一直没有承认。德克萨斯人积极争取加入美国，但杰克逊和范布伦担心再增加南方蓄奴州会加剧紧张局势。泰勒打算把兼并德克萨斯当成任内大事来抓，但韦伯斯特反对并说服泰勒上任前期专注太平洋事务。:176–178历史学家与学者一致认为泰勒渴望向西扩张，但背后动机没有定论。传记作家爱德华·克拉波尔指出，泰勒在詹姆斯·门罗总统时期担任联邦众议员，曾表示奴隶制是联邦上空盘旋的“乌云”，最好将其扩散来减少老蓄奴州黑人数量，逐布在弗吉尼亚等深南州份解放黑奴：“泰勒的主张是进一步扩张奴隶制，把密苏里作为蓄奴州纳入联邦。他把领土扩张视为减少和分散奴隶人口的手段。”:5历史学家威廉·弗里林认为，泰勒怀疑英国企图推动德克萨斯的黑奴解放，此举会动摇美国奴隶制，他兼并德克萨斯的正式动机是从谋略角度先发制人。

#### 早期尝试

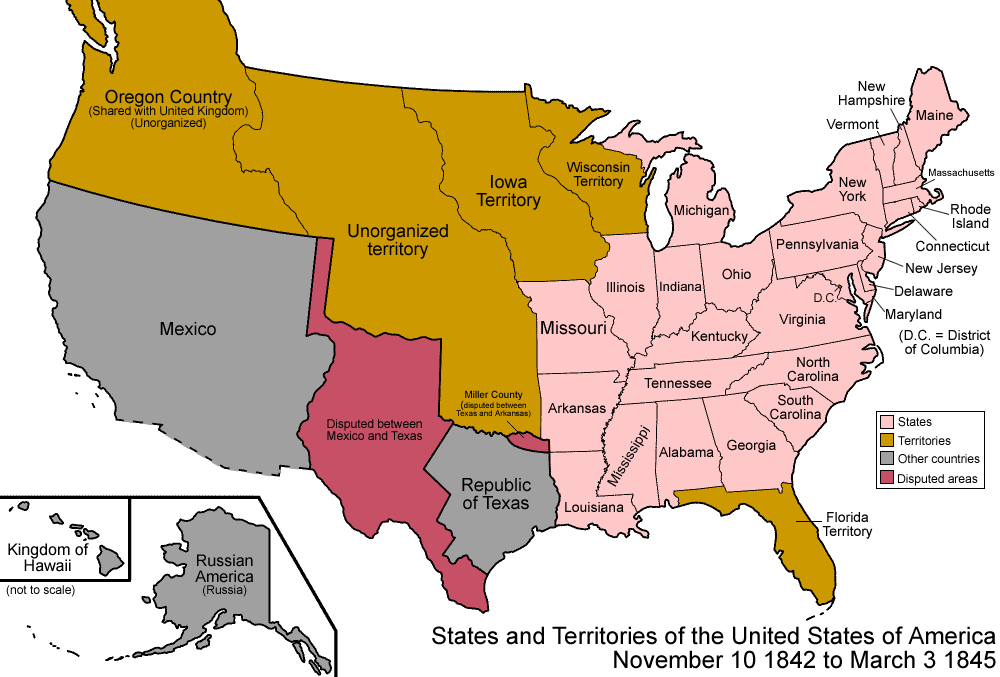
1843年美国（粉红）与邻国边境。最东北角的缅因州边境由《韦伯斯特－阿什伯顿条约》确定，德克萨斯共和国（下方灰色）与美国西南部接壤，与墨西哥尚有边境争端（玫红）

1843年初，《韦伯斯特－阿什伯顿条约》及其他外交要务均已尘埃落定，泰勒觉得时期成熟。此时他已失去党派后盾，自认兼并德克萨斯是1844年连任的唯一机会，这也是他从政以来首次打算采取“政治强硬”手段实现目标。为试探民意，他安排弗吉尼亚州联邦众议员兼盟友托马斯·沃克·吉尔默发表公开信为兼并辩护，赢得良好反响。总统与韦伯斯特关系良好，但他深知国务卿必须全心意支持兼并，故迫使韦伯斯特辞职，请南卡罗来纳州律师休·莱加雷临时继任。:180–83, 186
泰勒在新任命的财政部长约翰·坎菲尔德·斯潘塞帮助下腾出部分职位，由强烈支持兼并的党羽接手，与过去反对獵官制的立场背道而驰。经政治推手迈克尔·沃什协助，他在纽约组建政治机器。新闻工作者亚历山大·阿贝尔撰写的传记《约翰·泰勒生平》言辞奉承，换来出任夏威夷领事的机会，书籍大量印刷并经邮局投递。:183–85为重塑公众形象，泰勒1843年春周游全美，民众反响良好，与他在首都面临的冷遇对比显著。总统此行的核心是为马萨诸塞州波士顿邦克山纪念碑揭幕，但不久莱加雷突然去世的消息传来，喜庆气氛戛然而止，巡视计划取消。:185–194
泰勒任命颇具名望的海军部长兼亲密顾问埃布尔·P·厄普舍继任国务卿，提名吉尔默接手海军部长职务。总统与厄普舍同德克萨斯政府秘密谈判，表示只要该国承诺加入联邦，墨西哥出兵时美国将提供军事保护。宪法规定如此军事承诺需国会批准，所以谈判只能保密。考虑到北方选民对新蓄奴州加入联邦的顾虑，厄普舍散布英国可能对德克萨斯有想法的传言。:194–1971844年1月，厄普舍已告知德克萨斯政府，绝大多数联邦参议员支持签署兼并条约。德克萨斯保持谨慎，条约直到二月底才定稿。:202–210

#### “普林斯顿号”灾难

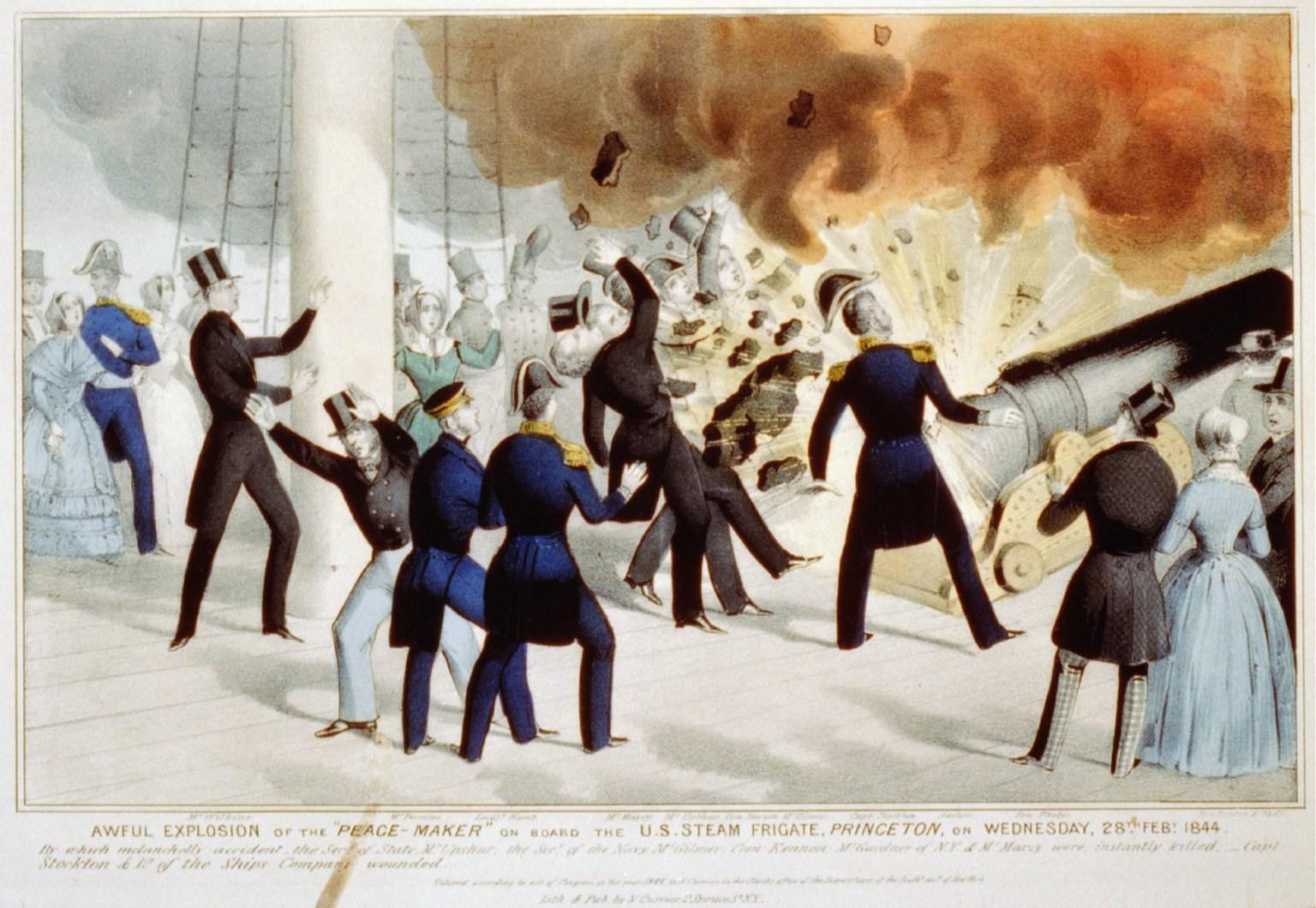
“普林斯顿号”灾难版画（1844年）

1844年2月28日是兼并条约定稿次日，新建成的普林斯顿号汽船在波托马克河礼仪巡航。船上载有泰勒与内阁等四百宾客，还有世界上最大的舰炮“调停者”。下午“调停者”连续响炮凸显隆重气氛，围观宾客兴高采烈地下楼敬酒。数小时后，船长罗伯特·斯托克顿接受众人提议决定再响一炮，宾客走上甲板，泰勒稍作停留欣赏女婿威廉·沃克表演小调。:207–209:204–206
舰炮故障并爆炸，泰勒在下层甲板上没有受伤，但内阁官员吉尔默、厄普舍当场死亡，另有马里亚州政治家维吉尔·马克西、纽约州参议员大卫·加德纳、美國海軍建设总长贝弗利·肯农、泰勒的黑奴贴身仆人阿米斯特德遇难或伤重不治。加德纳之死对其女儿朱丽娅打击很大，她当场晕倒后由泰勒抬到安全地点:207–209:204–206，两人后于6月26日成婚:208。
此事导致泰勒不可能在11月前兼并德克萨斯，进而不可能连任。克拉波尔认为：“南北战争和亚伯拉罕·林肯遇刺前，‘普林斯顿号’灾难无疑是美国总统面临的最大悲剧”。:202–210

#### 参议院批准

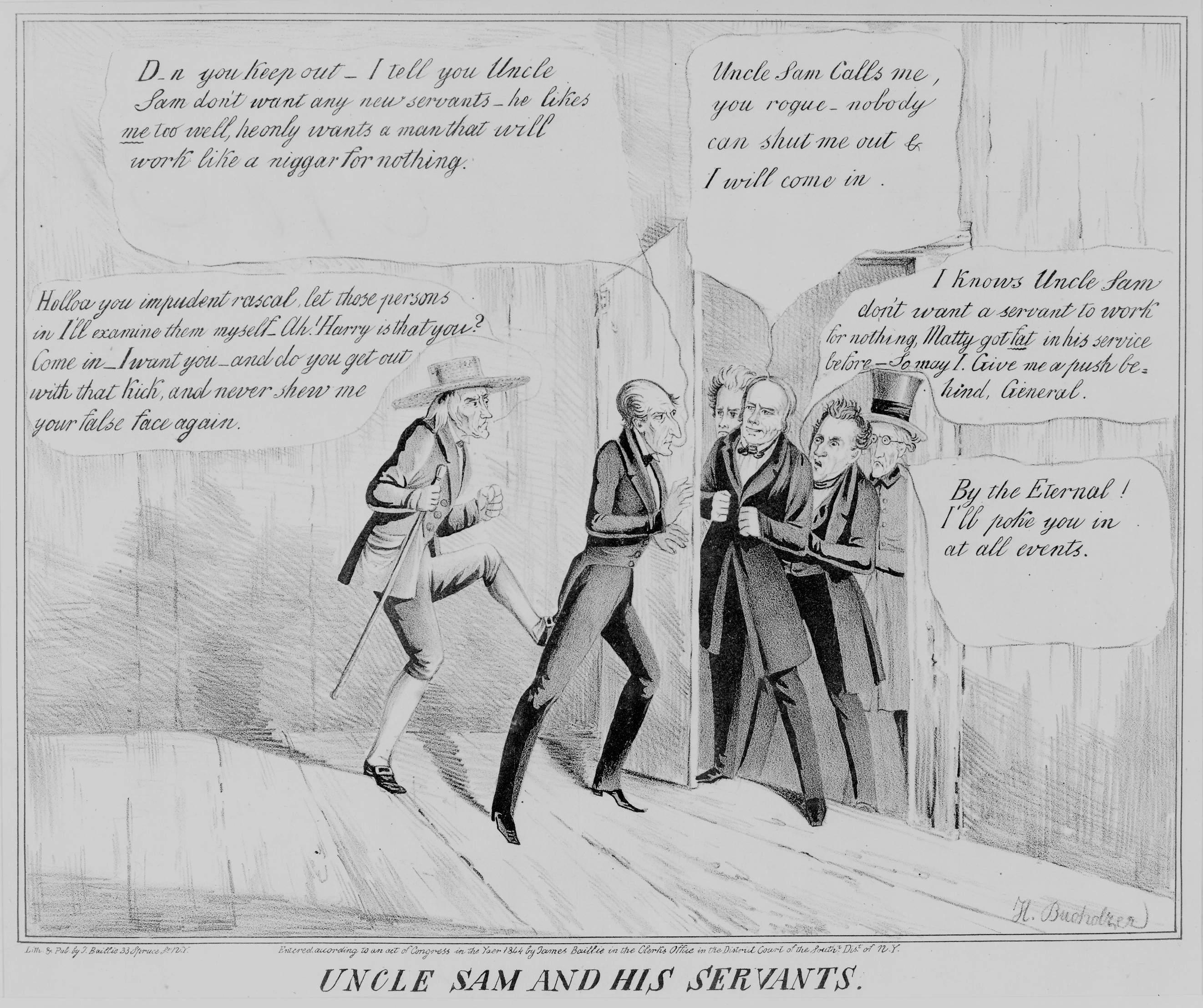
讽刺泰勒争取连任的漫画。泰勒想关门阻挡政敌克莱、波尔克、卡尔霍恩、杰克逊，山姆大叔在身后要求放克莱进来

泰勒1844年3月上旬任命前副总统约翰·卡德威尔·卡尔霍恩出任国务卿，米勒公共事务中心认为此举属重大战术失误，将总统重塑政治声望的计划破坏殆尽。弗吉尼亚州联邦众议员亨利·怀斯与泰勒关系很好、在“普林斯顿号”灾难后自行决定让前副总统担任总统特使，卡尔霍恩接受。泰勒得知后颇感愤怒，但又觉得不好推翻朋友的举措。卡尔霍恩是倡导奴隶制的领军人物，废奴派自然反对他提出的兼并条约。条约内容为公众得知后招来辉格党反对，不希望任何事物巩固泰勒的地位。其他反对派有些主张废除奴隶制，有些力求避免与墨西哥冲突，该国宣称会把兼并视为美国的敌对行径。辉格党与民主党此时最有可能提名的总统候选人分别是克莱与范布伦，两人私下在后者家中会晤，最后决定反对兼并。:212–217泰勒得知后对1844年4月条约递交参议院批准基本不抱希望:218。

#### 1844年大选
1841年，泰勒与辉格党决裂后想回归民主党，但该党无此意向，特别是范布伦派系。他深知连任无望，只有改变公众对兼并问题的立场才有望在历史上留下一席之地。他靠过去几年政治关系网和任命官员组建了泰勒派，1844年初全美数家支持他的报社发表社论，为总统连任造势。各地会议结果表明，支持总统派远不止许多人以为的那样只有政府官员。民主党在马里兰州巴尔的摩召开提名大会，总统支持者也在该市高举“泰勒与德克萨斯！”的牌子，争取靠自身努力为总统造势。1844年5月27日，泰勒派提名泰勒角逐连任。:218:228–229
民主党被迫在党纲加上兼并德克萨斯的内容，但提名争夺战还是非常激烈。范布伦经过一轮又一轮投票都无法取得提名所需绝对多数，而且排名还在缓慢下跌。第九轮投票时代表开始把眼光投向名气不及范布伦但支持兼并的波尔克，认为后者是党纲的完美人选并以三分之二代表支持授予提名。泰勒认为目的已经达到，在接受泰勒派提名的信中亦暗示他主要意在兼并德克萨斯而非连任。:218:228–229

#### 落实
1844年6月，辉格党控制的参议院以16票支持、35票反对否决兼并条约，泰勒不为所动，认为此时没必要再签条约，向国会建议以两院联合决议落实兼并。前总统杰克逊坚定支持把德克萨斯纳入版图，说服波尔克欢迎泰勒回归民主党并指示该党编辑不要再抨击总统。其后心满意足的泰勒在8月退出大选并公开表态支持波尔克，民主党候选人在11月选举日以微弱优势战胜克莱，泰勒政府希望新总统接手后推动国会通过联合决议。总统在国情咨文宣示，大部分人民和绝大多数州都赞成马上兼并德克萨斯。:218–220:236–241, 2461845年2月下旬，众议院以显著优势通过兼并决议，参议院以27票赞成、25票反对通过，泰勒在离任三天前签署法案:220:282–283。经过讨论:160–161，德克萨斯于1845年12月29日作为第28个州加入联邦。

## 家庭与私生活

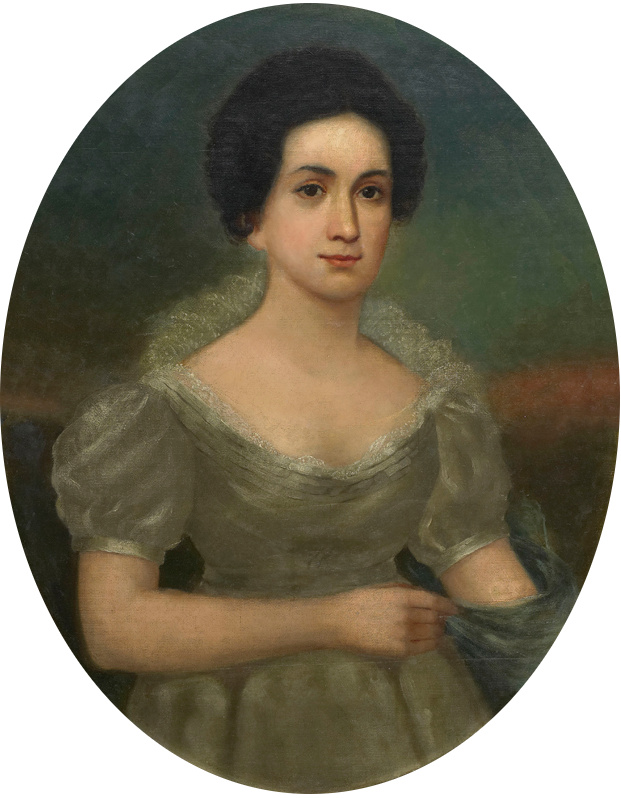
泰勒原配夫人萊蒂茨亞·克里斯汀·泰勒油画，画师不明

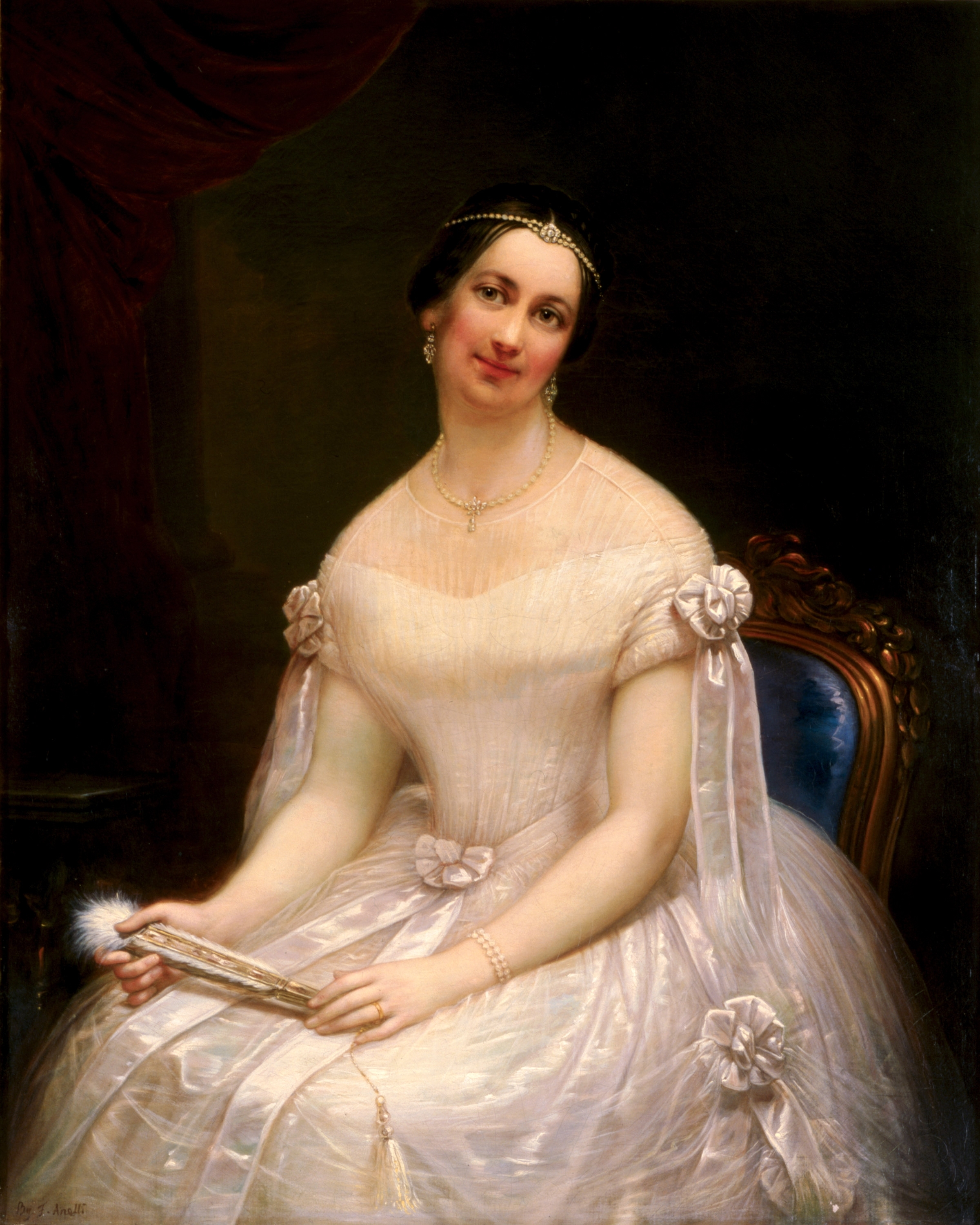
弗朗西斯科·阿内利创作的第二任泰勒夫人朱丽娅·加德纳油画

泰勒的子女数居美国总统之冠:4，其中八人是原配夫人莱蒂西亚·克里斯汀（1790年11月12日至1842年9月10日）所生：玛丽（1815至1847年）、罗伯特（1816至1877年）、约翰（1819至1896年）、莱蒂西亚（1821至1907年）、伊丽莎白（1823至1850年）、安妮（1825年）、爱丽丝（1827至1854年）、塔泽维尔（1830至1874年）:478。
原配夫人莱蒂西亚·克里斯汀1842年9月在白宫死于中风，泰勒1844年6月26日续弦迎娶朱丽娅·加德纳（1820年7月23日至1889年7月10日），两人育有七名子女：大卫（1846至1927年）、约翰（1848至1883年）、朱莉娅（1849至1871年）、拉克兰（1851至1902年）、里昂（1853至1935年）、罗伯特·菲茨沃尔特（1856至1927年）、珀尔（1860至1947年）:479。
家人对泰勒非常亲密，但政坛崛起路上他往往很长时间不能回家。1821年泰勒因病决定不竞选连任联邦众议员，在信中表示很快要投入精力教导逐渐成长的子女。这年还有部分时间是在首都度过，基本没法从事律师工作，种植园如果能亲自照料收成就要好得多。:323–3241827年泰勒担任参议员后与家人分隔两地，但坚持给子女写信:340。
泰勒是奴隶主，在格林韦种植园最多有40名奴隶。尽管他认为奴隶制充满罪恶且不找理由为其辩护，但他从未还给任何奴隶自由。泰勒认为奴隶制是州权事务，联邦政府无权废除。他的奴隶生活条件如何缺乏记载，但历史学家推断泰勒关心奴隶福祉，避免他们受暴力伤害。:300–301:1431841年12月，主张废奴的出版商约书亚·莱维特听闻泰勒与黑奴生下并转卖孩子的传言而强烈抨击泰勒，但没有证据能证明此传言。然而如今美国还有部分非裔家族以泰勒后裔自居，但同样缺乏证据。:62–67
泰勒的孙子哈里森·鲁芬·泰勒生于1928年，2025年去世，生前还会到弗吉尼亚州查尔斯城县维护现名舍伍德林种植园的祖屋。

## 离任岁月、晚年、辞世（1845至1862年）
泰勒卸任后搬到查尔斯城县詹姆斯河畔的胡桃林种植园，把种植园改名舍伍德林，名称取自民间传说罗宾汉，代表辉格党宣告他的总统地位不合法:179–180。他辛勤务农维持高产:414–415，以辉格党人为主的邻里1847年任命他担任道路监督员，以无关紧要的职位嘲讽前总统。泰勒认真对待职务，经常号召邻里派奴隶修整道路，在邻居要求他不要这么努力时仍坚持履行职责，令众人颇感郁闷。:413:390–391

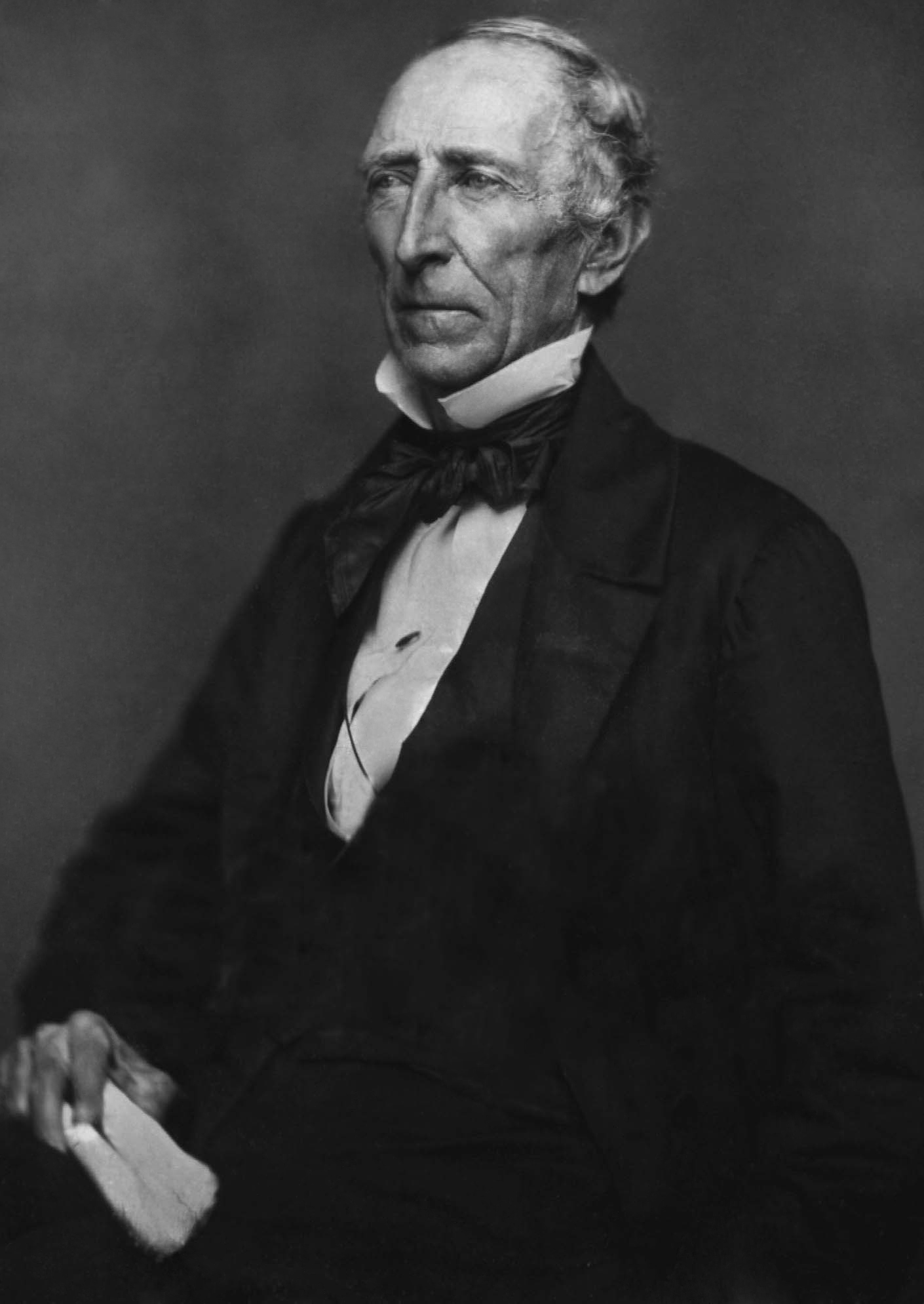
1861年的泰勒

泰勒与其他弗吉尼亚早期家族一样举办聚会，与权贵互访，在名为“玛格丽特别墅”的家族海滨房产避暑:703。他退出政坛，昔日盟友很少来访，也没有人前来寻求建议。他偶尔接受邀请公开演讲，在亨利·克莱纪念碑揭幕仪式承认两人政治斗争激烈，但高度评价往日同僚，对克莱提出1833年折衷关税始终心怀钦佩。:423–425

### 南北战争前后

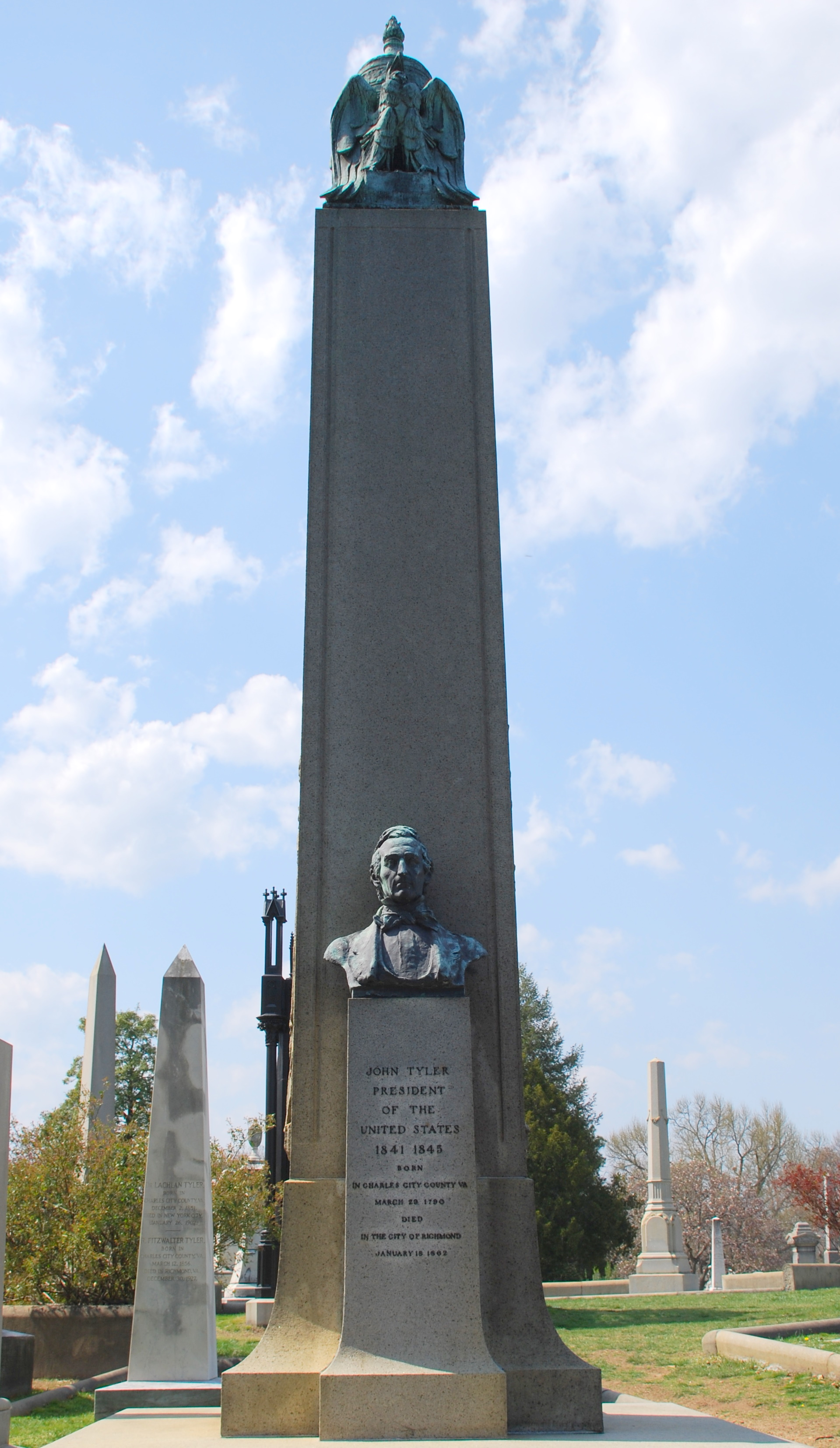
里士满好莱坞公墓泰勒坟头的方尖碑

1859年10月中旬，废奴激进人士约翰·布朗突袭弗吉尼亚州哈珀斯费里（今属西弗吉尼亚州）。该州多地为防废奴分子解决黑奴和奴隶叛乱组织民兵队，已有的加强武装。泰勒所在地组织骑兵队和家园护卫连，选派泰勒以上尉军衔统领护卫连。
泰勒在南北战争前夕回到公众视野，1861年2月在哥伦比亚特区主持弗吉尼亚和会。南方邦联已在蒙哥马利召开制宪大会制定《美利坚联盟国宪法》，但弗吉尼亚和会仍力图妥协、集思广益避免内战。身为主持，泰勒反对大会最后的决议，认为内容均由自由州代表撰写，不能保护奴隶主的权利，无法推动深南部各州重返、修复联邦。二月下旬，泰勒反对的七条大会决议以宪法修正案形式送国会批准。:435–447:449–461
和会召开当天，地方选民推举泰勒进入弗吉尼亚脱离联邦大会，他在弗吉尼亚和会期间赶到里士满主持开幕式。泰勒放弃对妥协的希望，认为脱离联邦势在必行，相信如果所有南方州彻底退出联邦就不会导致战争。:435–447:449–461三月中旬他演讲反对和会决议，4月4日又在脱离联邦大会反对后投票支持分裂。4月12日萨姆特堡遇袭，南北战争爆发。泰勒4月17日再度投票支持脱离联邦，此时他已是多数派。他领导委员会谈判弗吉尼亚州加入南方邦联的条件，协助制定军饷标准。6月14日泰勒在脱离联邦法令签字，一个月后脱离联邦大会一致推举他进入美利堅聯盟國臨時國會。泰勒1861年8月1日开始在临时国会任职，直到1862年去世前不久。1861年11月他当选联盟众议员，但等不及1862年2月首届议会开幕就在里士满巴拉德酒店房间死于中风:703:460–464:469。

### 谢世
泰勒从小一直身体不好，年纪渐长后每逢冬季就越来越经常感冒。1862年1月12日他在表示冷且头晕后昏倒，经过治疗身体也不见好转，计划最迟在18号返回舍伍德林。17日晚上床后他呼吸困难，朱丽娅找来大夫。刚过午夜，泰勒喝下小口白兰地后言道：“大夫，我走了”，大夫试图劝谏，但泰勒说“或许这样最好”:469–471并很快去世，很可能死于中风，享年71岁。
泰勒效忠邦联导致联邦政府没有正式宣布他的死讯，这在历任总统可谓空前缺后。他曾要求葬礼从简，但邦联总统傑佛遜·戴維斯决定给予政治意味深厚的盛大葬礼，把死者描绘成新国家的英雄。结果第十任美利坚合众国总统的棺木上盖着美利坚联盟国国旗，其他美国总统都是与美国国旗一起下葬。:472
泰勒葬在里士满好莱坞公墓，与詹姆斯·门罗相隔不远:472。美国多地以泰勒命名，如德克萨斯州泰勒就旨在纪念他对兼并德克萨斯的贡献。

## 影响
泰勒的总统任期普遍不受历史学家待见，且政治评论家分歧很大。克拉波尔2006年出版的传记《约翰·泰勒，碰巧总统》开宗明义：“传记作家与历史学家认为约翰·泰勒身为行政首脑颇为不幸和无能，总统任期存在重大缺陷”:2–3。丹·门罗2003年推出《约翰·泰勒的共和国愿景》，指出学界普遍认为泰勒的总统任期排名靠后。西格尔称泰勒“既非伟大总统，头脑也不出众”，成就寥寥，“他的政府很失败，无论按任何现代成就标准衡量都必然算失败”。2021年C-SPAN请历史学家为44名美国总统排名，泰勒位居第39。

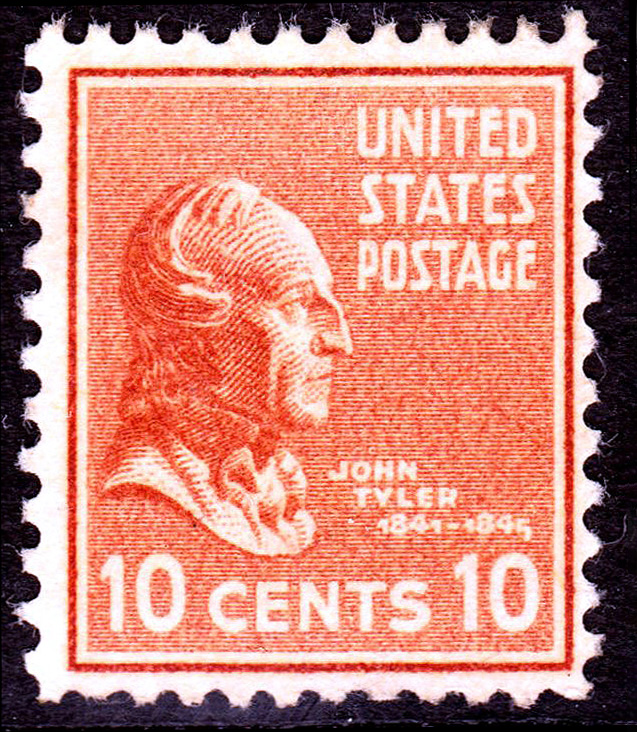
1938年发行的泰勒十美分邮票

弗吉尼亚大学米勒公共事务中心认为泰勒继任“开创至关重要先例”，他坚决主张并继任总统职位，而不只是政府看守或代总统，至今已是七位副总统在总统去世后上台的范例（菲尔莫尔、安德鲁·约翰逊、阿瑟、老罗斯福、柯立芝、杜鲁门、林登·约翰逊）。1967年生效的第二十五条修正案确定泰勒继承总统职务和全部权力合法。:13
部分学者近年认可泰勒的外交政策，门罗赞扬他“达成《韦伯斯特－阿什伯顿条约》预示英美关系好转，兼并德克萨斯令国家版图扩大数百万英亩”（上百万平方公里）。克拉波尔认为泰勒比公众印象里更强大、更有效率；西格尔赞扬他的勇气和原则，为信仰斗争时不忘公正与诚信，是不结党的总统。伊万·伊兰德更新2008年著作《重铸拉什莫尔山》时以和平、繁荣、自由三大标准为全部44名美国总统排序，泰勒高居榜首。路易斯·克莱伯在《今日历史》发文，称泰勒把同代许多政客缺乏的诚信带到白宫，而且在原则问题上不会为避免得罪对手妥协:703。克拉波尔认为泰勒晚年效忠邦联为总统任期成就蒙上阴影，如此决定堪称悲剧，背离他昔日忠于并立誓保护的“美国最大利益”——维护联邦，他的历史声誉至今也没有完全恢复:283。
诺玛·路易斯·彼得森针对泰勒总统任期的著作指出，泰勒缺乏建树源自外部因素，换成其他人当总统面对如此强劲的外力也将无能为力。这其中最大的干扰就是亨利·克莱，他对美国宏观经济的构想不能容忍任何反对意见。受杰克逊总统坚持行使行政部门权力影响，辉格党希望总统听命国会，克莱要求泰勒俯首贴耳，泰勒自然无法接受，行政与立法两大分支从此势如水火。:263–264诺玛认为泰勒在外交上颇具建树，总统任期虽有缺陷，并还不至失败:265。
学者对泰勒看法不一，普通民众往往对他一无所知，许多文献把泰勒列入默默无闻的美国总统。正如西格尔指出的那样，记得他的同胞，往往也只在朗朗上口竞选口号结尾听过名字。

## 扩展阅读
- Cohen, Jared.  Hardcover. New York: Simon & Schuster. 2019: 1–48. ISBN 978-1-5011-0982-9.
- Kruman, Marc W.; Brinkley, Alan (编). . Houghton Mifflin. 2004  [2021-11-26]. ISBN 978-0-395-78889-9.
- Lambert, Oscar D. . Durham, North Carolina: Duke University Press. 1936. OCLC 5575260.
- Macmahon, Edward B.; Curry, Leonard. . Farragut Publishing Company. 1987  [2021-11-26]. ISBN 978-0-918535-01-6.
- Schouler, James. . New York City: Dodd, Mead and Company. 1917  [2021-11-26]. OCLC 60721697. （原始内容存档于2021-11-26）.
- Wise, Henry A. . Philadelphia: J. B. Lippincott & Co. 1872  [2021-11-26]. OCLC 17829001.
- . The White House.   [2021-11-27]. （原始内容存档于2021-10-27）.
- Morgan, Robert J. . Lincoln, Nebraska: University of Nebraska Press. 1954. OCLC 1717505.
- Crapol, Edward P. . Journal of the Early Republic. 1997, 17 (3): 467–491. ISSN 0275-1275. JSTOR 3123944. doi:10.2307/3123944.
- Kesilman, Sylvan H. . R. M. Miller; J. R. McGivigan  (编). . Westport. CT: Greenwood Press. 1994. ISSN 0084-9219.
- McCormick, Richard P. . World Biography Profiles of U.S. Presidents. Advameg.   [2021-11-27]. （原始内容存档于2021-10-20）.
- Mark O. Hatfield.  (PDF). Senate Historical Office. Washington: U.S. Government Printing Office: 137–146. 1997  [2016-12-21]. （原始内容 (PDF)存档于2016-12-21）.
- 威廉與瑪麗學院特别收藏研究中心存有泰勒家族的私人文件：. Special Collections Research Center, Earl Gregg Swem Library, College of William and Mary.   [2011-07-28]. （原始内容存档于2011-07-28）.；
- 弗吉尼亚图书馆收藏有约翰·泰勒担任州长期间的行政文件：. Virginia Heritage.   [2021-11-27]. （原始内容存档于2020-08-09）.。